# Pompa jonowa

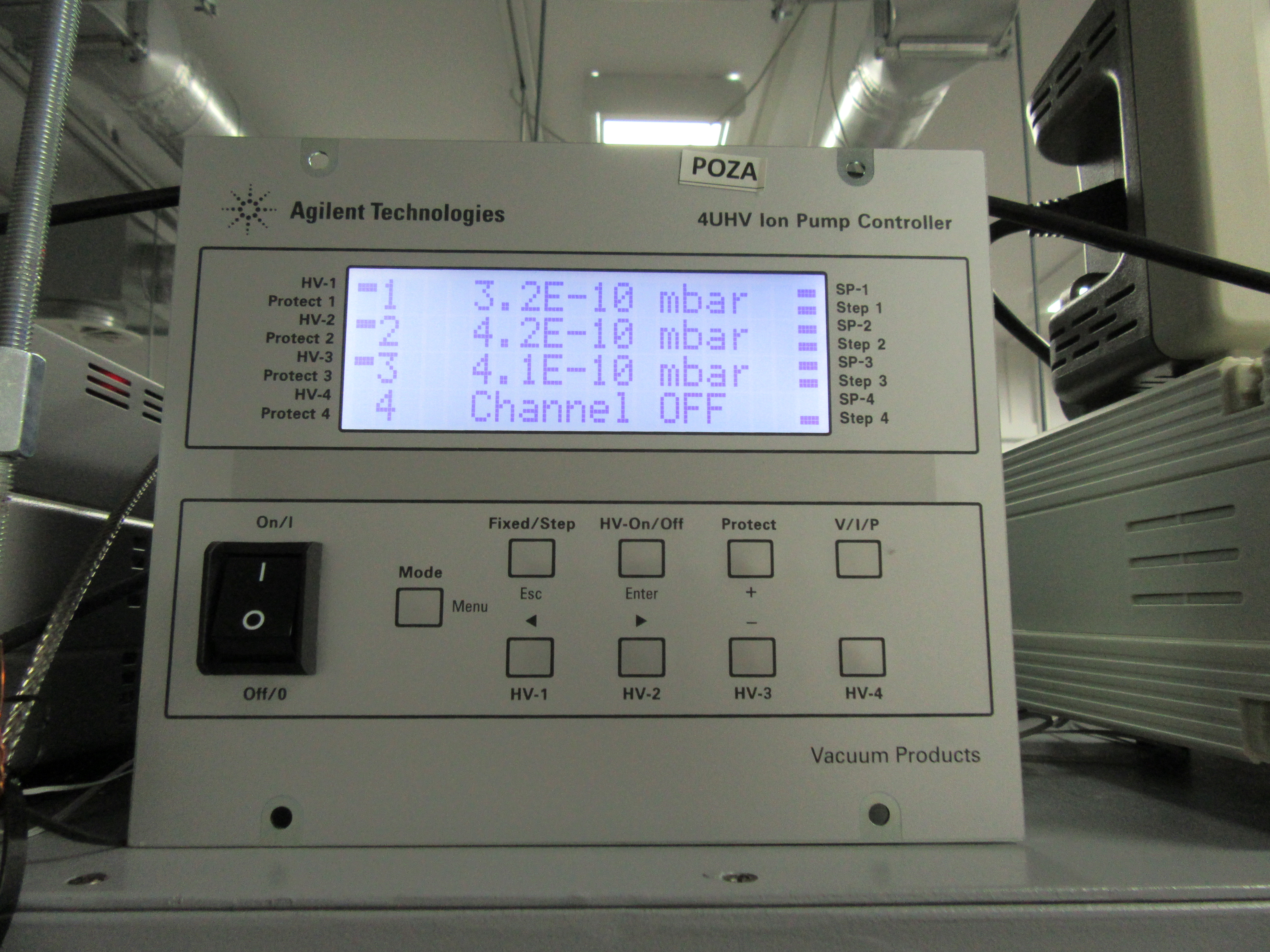
panel kontrolny pompy jonowej

Pompa jonowa (pompa jonowo-sorpcyjna) – rodzaj bezwylotowej pompy próżniowej. Istnieje wiele rozwiązań konstrukcyjnych pomp jonowych (np. pompa diodowa).
W pompie tego rodzaju zachodzi zjawisko jonizacji pompowanego gazu, co wymaga zasilania pompy wysokim napięciem a często także przyłożenia zewnętrznego pola magnetycznego, celem zwiększenia ilości aktów jonizacji w zakresie mniejszych ciśnień. Jony gazu, padające na katodę z metalu (tytan, tantal) powodują jego rozpylenie. Metal osiada na ścianach pompy, zaś jego powierzchnia silnie sorbuje gazy. Gazy aktywne chemicznie (np. tlen, azot) są wiązane chemicznie (chemisorpcja), zaś gazy szlachetne są okludowane między nowo napylanymi warstwami metalu.  Zastosowanie katody tytanowo-tantalowej pozwala zlikwidować szkodliwe zjawisko niestabilności argonowej, polegające na pompowaniu argonu przez samą katodę tytanową.
Pompy jonowo-sorpcyjne wymagają próżni wstępnej rzędu 10-3 Tr. Uzyskiwane za pomocą tych pomp próżnie dochodzą do 10-11 Tr. Ich zaletą w porównaniu do pomp dyfuzyjnych jest to, że dają "czystą" próżnię, tzn. nie zanieczyszczoną śladami oleju lub rtęci. Drugą zaletą jest to, że pompa jonowa reguluje się sama - im gorsza próżnia, tym większy prąd czerpany ze źródła zasilania, tym więcej aktów jonizacji i silniejsze rozpylanie metalu.
Zwykle pompy jonowo-sorpcyjne mają szybkość pompowania zawartą między ok. 2 l/s do kilkuset l/s. Są stosowane gdy potrzebna jest wysoka lub ultrawysoka czysta próżnia, np. w niektórych lampach nadawczych rozbieralnych i układach laboratoryjnych.
Pozycja montażu i pracy pompy jonowej względem poziomu jest zwykle dowolna, jednakże może być ograniczona przez ciężar samej pompy, wpływ pola magnetycznego na pozostałe elementy układu, wykorzystane techniki pompowania oraz przeprowadzane w komorze procesy.
W Polsce pompy jonowo-sorpcyjne wytwarza Instytut Tele- i Radiotechniczny.